# Медијавелистика
Медијавелистика је академска интердисциплинарна студија средњег века.

## Институционални развој
Појам „средњовековне студије“ академици су почели да усвајају у првим деценијама двадесетог века, у почетку у насловима књига као што је Десет средњовековних студија Г. Г. Колтона (1906), да би се нагласио већи интердисциплинарни приступ историјској теми.
На америчким и европским универзитетима овај термин је пружио кохерентан идентитет центрима састављеним од академика из различитих дисциплина, укључујући археологију, историју уметности, архитектуру, историју, књижевност и лингвистику. Институт за средњовековне студије на колеџу Сеинт Мајкл Универзитета у Торонту постао је први центар овог типа 1929. године; сада је Папски институт за средњовековне студије (ПИМС) и део је Универзитета у Торонту. Убрзо је уследио Средњовековни институт на Универзитету Нотр Дам у Индијани, који је основан 1946. године, али чији корени сежу до успостављања Програма средњовековних студија 1933. Као и код многих раних програма на римокатоличким институцијама, своју снагу је црпио из оживљавања средњовековне схоластичке филозофије од стране научника као што су Етјен Гилсон и Жак Маритен, од којих су обојица редовно посећивали универзитет 1930-их и 1940-их.
Овим институцијама претходило је у Уједињеном Краљевству, 1927. године, оснивање идиосинкратског одељења за англосаксонски, нордијски и келтски језик на Универзитету у Кембриџу. Иако су англосаксонски, нордијски и келтски били ограничени географски (на Британска острва и Скандинавију) и хронолошки (углавном рани средњи век), промовисали су интердисциплинарност карактеристичну за средњовековне студије и многи од њених дипломаца били су укључени у каснији развој средњевековног студија. Студијски програми другде у Великој Британији.
Са експанзијом универзитета касних 1960-их и раних 1970-их, подстичући интердисциплинарну сарадњу, слични центри су основани у Енглеској на Универзитету Рединг (1965), на Универзитету у Лидсу (1967) и Универзитету у Јорку (1968), а у Сједињеним Државама на Универзитет Фордхам (1971). Новији талас оснивања, можда потпомогнут порастом интересовања за ствари које су средњевековне повезане са неомедиевализмом, укључује центре на Кингс колеџ Лондон (1988), Универзитет у Бристолу (1994), Универзитет у Сиднеју (1997) и Универзитет Бангор (2005).
Студије средњег века су подржане бројним годишњим међународним конференцијама које окупљају хиљаде професионалних медиевиста, укључујући Међународни конгрес о средњовековним студијама, у Каламазу МИ, САД, и Међународни средњовековни конгрес на Универзитету у Лидсу. Постоји велики број часописа посвећених средњовековним студијама, укључујући: Mediaevalia, Comitatus, Viator, Traditio, Medieval Worlds, Journal of Medieval History, Journal of Medieval Military History, and Speculum, орган Средњевековне академије Америке основан 1925. са седиштем у Кембриџу, Масачусетс. Други део инфраструктуре овог поља је Међународна средњовековна библиографија.

## Историографски развој
Термин "средњи век" први пут је почео да се користи у писању историје на енглеском језику почетком деветнаестог века. Поглед на државу у Европи током средњег века Хенрија Халама из 1818. сматран је кључном фазом у промоцији овог термина, заједно са Раскиновим предавањима о архитектури из 1853. године. Термин медијавелиста је, сходно томе, сковао енглески говорници средином деветнаестог века.
Европске студије средњовековне прошлости карактерисао је у деветнаестом и раном двадесетом веку романтични национализам, пошто су нове националне државе настојале да легитимишу нове политичке формације тврдећи да су укорењене у далекој прошлости. Најважнији пример ове употребе средњег века била је изградња нације која је окружила уједињење Немачке. Наративи који су представљали европске нације како се модернизују надограђујући, али се и даље развијајући, њихово средњовековно наслеђе, такође су били важни аспекти на којима се заснивају оправдања европског колонијализма и империјализма током ере новог империјализма. Научници средњовековне ере у Сједињеним Америчким Државама су такође користили ове концепте да оправдају своје ширење на запад преко северноамеричког континента. Ове колонијалне и империјалистичке везе значиле су да су средњовековне студије током 19. и 20. века играле улогу у настанку белог супремацизма.
Међутим, почетком двадесетог века такође су се појавили нови приступи повезани са успоном друштвених наука као што су економска историја и антропологија, које је оличила утицајна школа Анналес . Уместо онога што су Аналисти назвали histoire événementielle, овај рад је фаворизовао проучавање великих питања током дугих периода.
Након Другог светског рата, улога медијевализма у европском национализму довела је до значајног смањења ентузијазма за средњовековне студије у оквиру академије – иако су националистичке примене средњег века и даље постојале и остале су моћне. Удео медиевиста на одељењима за историју и језике је опао, што је охрабрило особље да сарађује у различитим одељењима; проширено државно финансирање и подршка универзитета за археологију, доносећи нове доказе, али и нове методе, дисциплинарне перспективе и истраживачка питања; а привлачност интердисциплинарности је расла. Сходно томе, средњовековне студије су се све више окретале од производње националних историја, ка сложенијим мозаицима регионалних приступа који су радили на европским оквирима, делимично у корелацији са послератном европеизацијом.
Усред овог процеса, од 1980-их наовамо средњовековне студије су све више одговарале на планове постављене критичком теоријом и културолошким студијама, при чему су емпиризам и филологија били оспоравани или упрегнути у теме попут историје тела.